# 愛しすぎて (Tiaraの曲)
「愛しすぎて」（いとしすぎて）は、Tiaraの5枚目のシングル。2010年11月24日発売。発売元は日本クラウン。

## 概要
- 表題曲「愛しすぎて」は、テレビ朝日系列の『木曜ミステリー』2010年10月期に放映された『京都地検の女』第6シリーズの主題歌である。
  - 3年前にTiara自身が経験した失恋を歌詞にしたラブバラード。
  - PVの中で、8年間伸ばして来たという約1メートルもあったトレードマークのロングヘアに自らハサミを入れている。身も心もリフレッシュして新しい私で歩き出そうという決意を表現するために、髪を切ることを自ら提案したという[1]。
  - PVの中では片側の髪にハサミを入れただけだが、撮影直後に美容師によって正式な断髪が行われ、肩上までのボブカットになった。この模様はメイキング映像にて公開されている[2]。また、CDジャケット写真はこの断髪後の髪型になっている。
- 2曲めの「Girls be ambitious!」は傳田真央とのデュエットである。
- 3曲めの「今夜はHearty Party」は竹内まりやの同名曲のカヴァーである。

## 収録曲
1. 愛しすぎて
2. Girls be ambitious! with 傳田真央
3. 今夜はHearty Party
4. 愛しすぎて (instumental)
5. Girls be ambitious! with 傳田真央 (instumental)